# Uwe Hartmann (Leichtathlet)
Uwe Hartmann (* 4. April 1959 in Ludweiler) ist ein deutscher Langstreckenläufer.
Er wurde 1988 Fünfter bei den Deutschen Meisterschaften im Marathonlauf. Sein größter Erfolg ist der Titelgewinn bei den Deutschen Meisterschaften 1989, die auf der Strecke des Bienwald-Marathons stattfanden. Im Jahr darauf wurde er Dritter bei den Deutschen Meisterschaften im Berglauf und Fünfter bei den Deutschen Meisterschaften im Halbmarathon.
2005 gewann er den Saarschleife-Marathon, und 2006 siegte er bei den Berglauf-Europameisterschaften der Senioren in der Klasse M45.
Uwe Hartmann startete für den VfL Waldkraiburg, den SV Saar 05 Saarbrücken. 1999 gründete er mit anderen Läufern den LC Saucony Saar (seit 2009 Laufclub Warndt) im Völklinger Stadtteil Ludweiler. Er ist ausgebildeter Physiotherapeut und medizinischer Bademeister.

## Persönliche Bestzeiten
- Halbmarathon: 1:07:09 h, 15. Mai 1994, Herten-Bertlich
- Marathon: 2:15:20 h, 15. Oktober 1989, Kandel